# بوبي كرايغ
بوبي كرايغ (بالإنجليزية: Bobby Craig)‏ (8 أبريل 1935 في المملكة المتحدة - 1 أكتوبر 2010 بتورونتو في المملكة المتحدة) هو لاعب كرة قدم بريطاني في مركز مهاجم داخلي. لعب مع أولدهام أثلتيك وبلاكبيرن روفرز وسانت جونستون وشيفيلد وينزداي ونادي سلتيك وتورونتو سيتي ونادي لانارك الثالث.

## وصلات خارجية
- بوبي كرايغ على موقع قاعدة بيانات كرة القدم.إي يو (الإنجليزية)